# Вахнівка
Вахні́вка — крупне село, колишнє містечко в Україні, у Турбівській селищній територіальній громаді, Вінницького району Вінницької області. Населення становить 1836 осіб. Через село протікає річка Вільшанка. Село Вахнівка — в минулому волосний та районний центр.

## Географія
У селі струмок Вільшанка впадає у річку Вільшанку, ліву притоку Десни.

## Історія
В 1578 році польський князь Януш Збарський, воєвода брацлавський на річці Вільшанка заснував м. Вахна. Пізніше назва трансформувалась у “Вахнівку”. Можливо назва походить від польського “Wachman” (караульний, сторожовий). Вахнівкою послідовно володіли такі володарі: князь Олександр Вишневецький, князі Важський, Почаї, графиня Воржецька, генерал Рожуальд Тжечецький, Голяновський, Фудаковський, Драгомірецький Карл і Громіцькі.
В 1663 році гетьман Дорошенко спільно із турецькими полководцями направив величезне військо на штурм Чигирина. Серед найактивніших захисників незалежності України згадуються і вахнівчани. Вахнівську старшину Дорошенко повелів закувати в кайдани і піддати жорстоким тортурам.
Станом на 1885 рік у колишньому власницькому містечку, центрі Вахнівської волості Бердичівського повіту Київської губернії, мешкало 1849 осіб, налічувалось 222 дворових господарства, православна церква, католицький костел, синагога, 2 єврейських молитовних будинки, школа, поштова станція, 4 постоялих двора, постоялий будинок, 20 лавок, водяний і вітряний млини, відбувались базари по неділях через тиждень. За версту — пивоварний завод.
За переписом 1897 року кількість мешканців зросла до 5371 особи (2623 чоловічої статі та 2748 — жіночої), з яких 2724 — православної віри, 2404 — юдейської.
Станом на 1920 рік населення Вахнівки складало 7420 чоловік. Внаслідок Голодомору 1932-33 років село втратило до трьох тисяч мешканців..
На  початку  XX століття  у  Вахнівці  діяли 1 православна  церква, 1 костел, 1 синагога та 2 єврейські  молитовні. Також діяли 1 українська школа (церковно-приходська), 1 польська (приватна), та 2 єврейські (одна  з  них  двоповерхова).
До складу Вахнівської волості входили Ясенки, Брицьке, Шендерівка, Конюшівка,  Старі  Мости, Біла, Костянтинівка.

### Під час Голокосту
Єврейська громада Вахнівки до війни налічувала близько 800 осіб і була винищена в 1942 році. Основне місце розстрілів знаходиться за межами села, посеред лісу. Тут навесні 1942 за один день було вбито щонайменше 400 євреїв. 
Інше масове поховання із близько 40 жертвами знаходиться на околиці Вахнівки на Новому єврейському кладовищі, де ще можна побачити окремі старі надмогильні плити. Частину поховання було позначено червоною металевою огорожею, однак будь-яка інформація була відсутня.
У 2019 році на місцях масових поховань жертв Голокосту — у лісі й на Новому єврейському цвинтарі — було споруджено й урочисто відкрито нові меморіали проєктом "Захистимо Пам'ять".

## Населення
Згідно з переписом УРСР 1989 року чисельність наявного населення села становила 2036 осіб, з яких 918 чоловіків та 1118 жінок.
За переписом населення України 2001 року в селі мешкало 1826 осіб.

### Мова
Розподіл населення за рідною мовою за даними перепису 2001 року:
| Мова            | Кількість | Відсоток |
| --------------- | --------- | -------- |
| українська      | 1815      | 99.29%   |
| російська       | 12        | 0.66%    |
| інші/не вказали | 1         | 0.05%    |
| Усього          | 1828      | 100%     |

## Музей

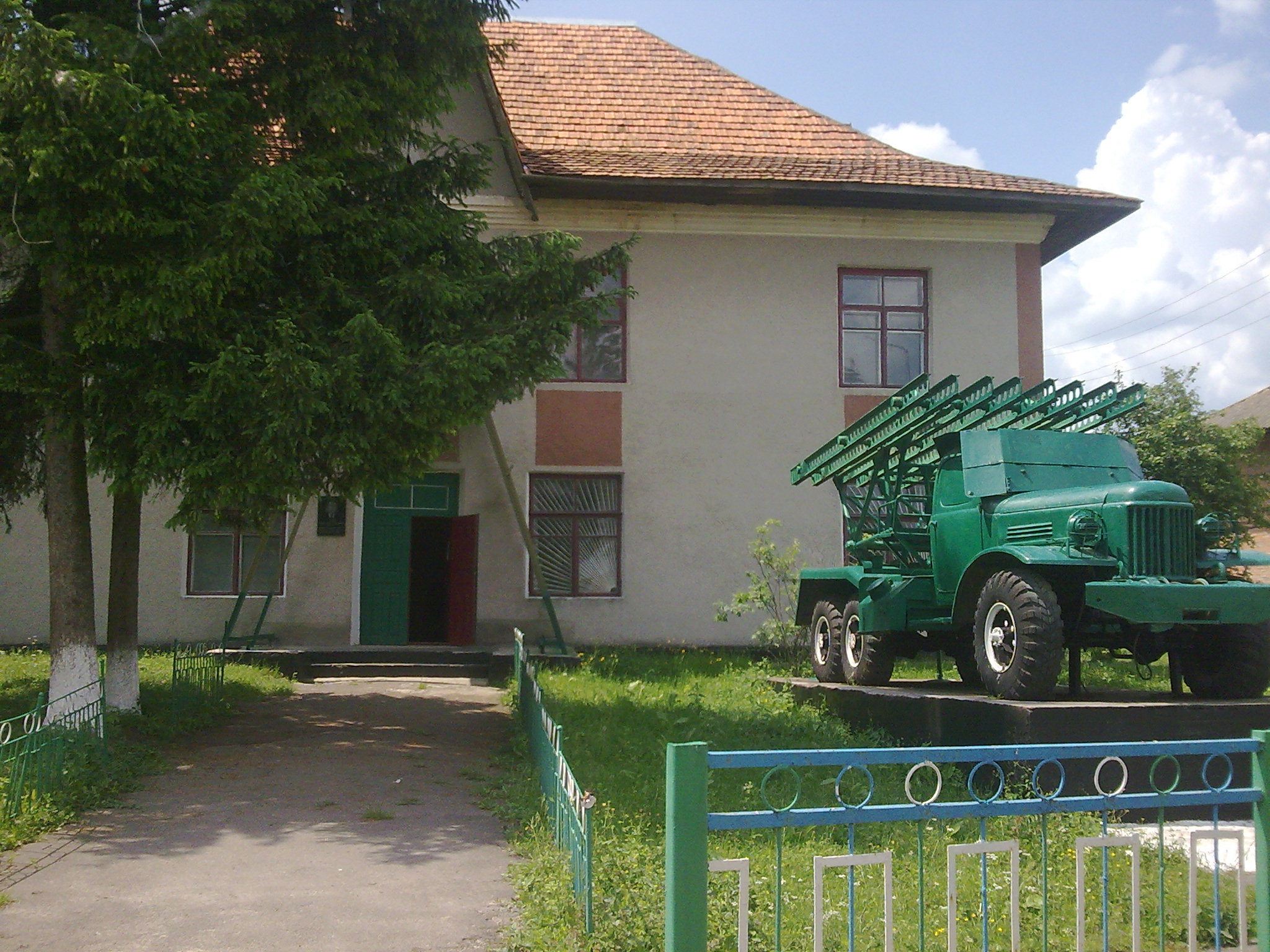
Краєзнавчий музей у Вахнівці

Музей історії села Вахнівка створений за рішенням і на кошти місцевого колгоспу «Росія» в 1981 році. Фонд музею налічує близько 1 000 експонатів.

## Персоналії
- Магдич Степан Володимирович — український радянський механізатор, Герой Соціалістичної Праці.